# Голошніца-Ноуе
Голошніца-Ноуе (рум. Holoșnița Nouă) — село у Дрокійському районі Молдови. Входить до складу комуни, адміністративним центром якої є село Паланка.

## Населення
За даними перепису населення 2004 року у селі проживали 176 осіб.
Національний склад населення села:
| Національність | Кількість осіб | Відсоток |
| -------------- | -------------- | -------- |
| молдавани      | 173            | 98,3%    |
| українці       | 2              | 1,1%     |
| росіяни        | 1              | 0,6%     |
| Всього         | 176            | 100%     |